# 安達保
安達 保（あだち たもつ、1953年10月12日 - ）は、日本の実業家。ベネッセホールディングス代表取締役会長。カーライル・ジャパン・エルエルシー シニアアドバイザー。ヤマハ発動機社外取締役。

## 来歴
1977年東京大学工学部機械工学科卒業後、三菱商事へ入社。1983年マサチューセッツ工科大学にてMBA取得。帰国後は情報産業本部に移籍し、当時まだベンチャー企業であった第二電電（現KDDI）に出向。
1988年マッキンゼー・アンド・カンパニーに入社。マッキンゼー在職中は大前研一、平野正雄らと共にハードワークであるコンサルタント業務に従事。コンサルタントとしての特徴的な手腕として、どのような複雑な事象の話し合いでも「必ず何らかの結論を出す人」と評される。主に情報通信、ハイテク産業分野を担当し、パートナーまで登りつめる。1997年マッキンゼーを退職し、「GEキャピタル・ジャパン」の事業開発本部長を経て、1999年日本リースオートの代表取締役に就任。
2003年から13年間アメリカのプライベートエクイティファンドであるカーライル・グループのマネージング・ディレクター・日本代表を務め、中堅企業を中心に20社以上に投資。企業再建のプロと呼ばれる。
2016年10月1日付で社外取締役を務めてきたベネッセコーポレーション社長に就任。在任3か月で社長を退いた福原賢一の後任としてベネッセHDの再建に取り組む。
2021年4月1日付でベネッセコーポレーション代表取締役会長に就任。